# The Whole Love
The Whole Love es el octavo álbum de estudio de la banda estadounidense de rock alternativo Wilco, lanzado el 27 de septiembre de 2011. Fue su primer trabajo publicado a través de la discográfica dBpm. El público del Solid Sound Festival de 2011 de la banda en el Massachusetts Museum of Contemporary Art, que tuvo lugar del 24 al 26 de junio, pudo obtener el primer sencillo del álbum, «I Might». Se subió el álbum entero al sitio oficial de Wilco por 24 horas, entre el 3 y 4 de septiembre, y luego se transmitió en la National Public Radio. La presentación y la portada del álbum fueron diseñadas por Joanne Greenbaum. El 30 de noviembre de 2011 recibió una nominación en los premios Grammy en la categoría de mejor álbum de rock.

## Recepción
En Metacritic, el álbum recibió un puntaje promedio de 83%, basado en 40 reseñas, lo que según las normas del sitio, indica «elogios generalizados». La revista Uncut colocó el disco en el puesto 15 de su lista de los mejores 50 álbumes de 2011. Rolling Stone lo colocó en el octavo puesto de su lista de los mejores de 2011, mientras que Mojo lo hizo en el número 29.

## Lista de canciones
Todas las canciones escritas y compuestas por Jeff Tweedy, except where noted. 
| N.º | Título                                                  | Duración |  |
| 1.  | «Art of Almost»                                         | 7:17     |  |
| 2.  | «I Might»                                               | 4:02     |  |
| 3.  | «Sunloathe»                                             | 3:20     |  |
| 4.  | «Dawned on Me»                                          | 3:43     |  |
| 5.  | «Black Moon»                                            | 3:57     |  |
| 6.  | «Born Alone»                                            | 3:55     |  |
| 7.  | «Open Mind»                                             | 3:40     |  |
| 8.  | «Capitol City»                                          | 4:04     |  |
| 9.  | «Standing O»                                            | 3:29     |  |
| 10. | «Rising Red Lung»                                       | 3:10     |  |
| 11. | «Whole Love»                                            | 3:50     |  |
| 12. | «One Sunday Morning (Song for Jane Smiley's Boyfriend)» | 12:04    |  |

| iTunes Deluxe bonus tracks |                                           |          |  |
| N.º                        | Título                                    | Duración |  |
| 13.                        | «I Love My Label» (Nick Lowe)             | 3:29     |  |
| 14.                        | «Message from Mid-Bar»                    | 4:47     |  |
| 15.                        | «Speak into the Rose»                     | 6:38     |  |
| 16.                        | «Black Moon [Alternate]»                  | 3:54     |  |
| 17.                        | «Sometimes It Happens» (Patten/Westbrook) | 4:23     |  |

| Deluxe Edition bonus disc |                               |          |  |
| N.º                       | Título                        | Duración |  |
| 1.                        | «I Love My Label» (Nick Lowe) | 3:29     |  |
| 2.                        | «Message from Mid-Bar»        | 4:47     |  |
| 3.                        | «Speak into the Rose»         | 6:38     |  |
| 4.                        | «Black Moon [Alternate]»      | 3:54     |  |